# فهرست پوزیشن‌های انسان
منظور از پوزیشن‌های انسان، حالت‌های فیزیکی مختلفی است که بدن انسان می‌تواند به خود بگیرد. مترادف‌های متعددی وجود دارد که اغلب به جای یکدیگر استفاده می‌شوند، مانند ژست، اما تفاوت‌های معنایی خاصی دارند.

## موقعیت‌های اصلی
هنگامی که انسان بی‌حرکت است، معمولاً در یکی از وضعیت‌های اصلی زیر قرار دارد:

### روی چهار دست و پا
این حالت ثابت خزیدن است که یک فرم غریزی از حرکت در کودکان بسیار خردسال به‌شمار می‌رود. این وضعیت گاهی به دلیل ارتباط آن با شروع یا در دسترس بودن رابطه جنسی، حالتی با بار جنسیِ صریح تلقی می‌شود.

### درازکش

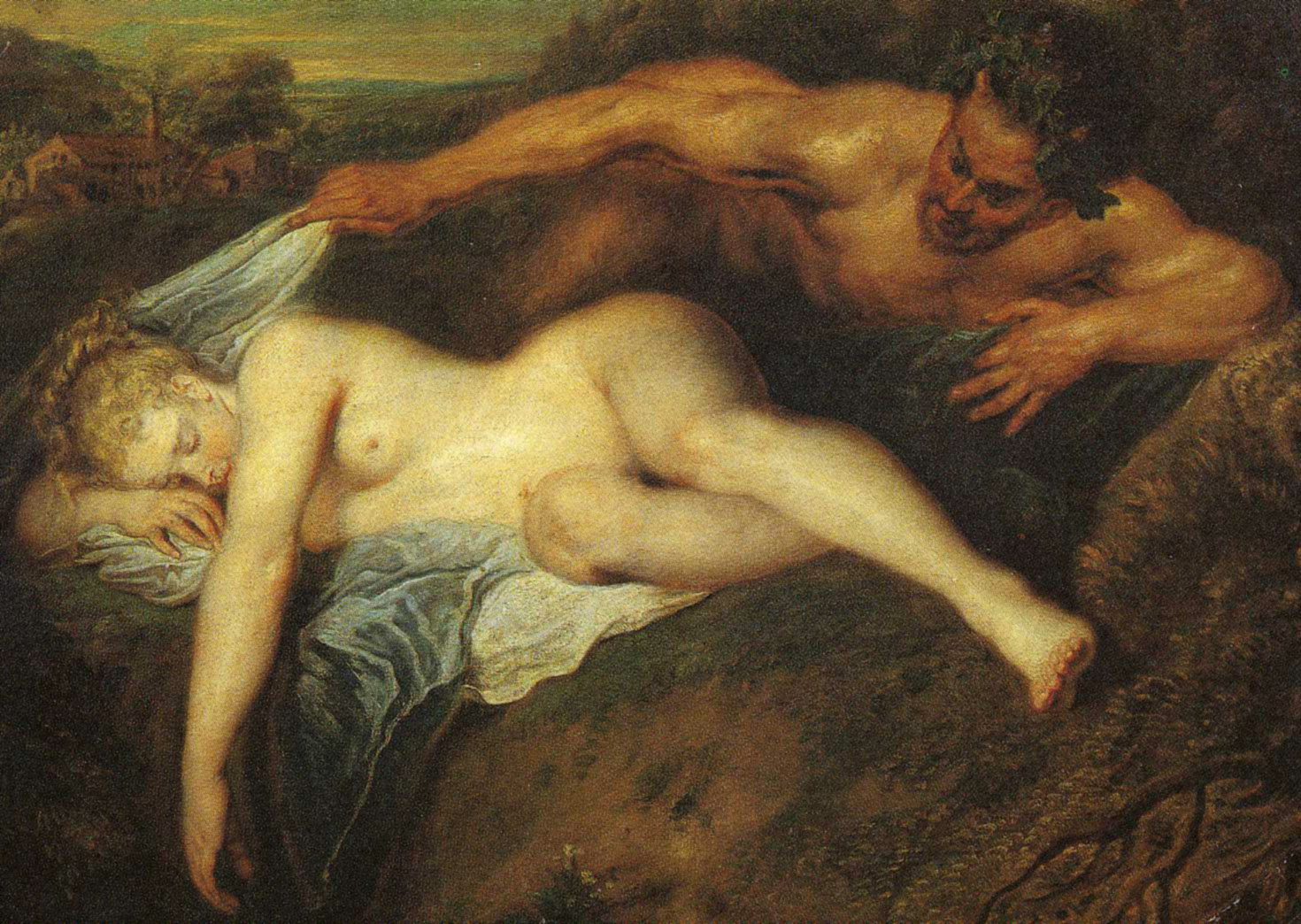
Jupiter et Antiope، اثری از آنتوان واتو

در حالت درازکش، بدن می‌تواند شکل‌ها و وضعیت‌های بسیار متنوعی به خود بگیرد. مانند:
- طاق‌باز : خوابیدن به پشت با صورت رو به بالا
- دمر : دراز کشیدن روی سینه با صورت رو به پایین (به شکم خوابیدن)

### نشسته

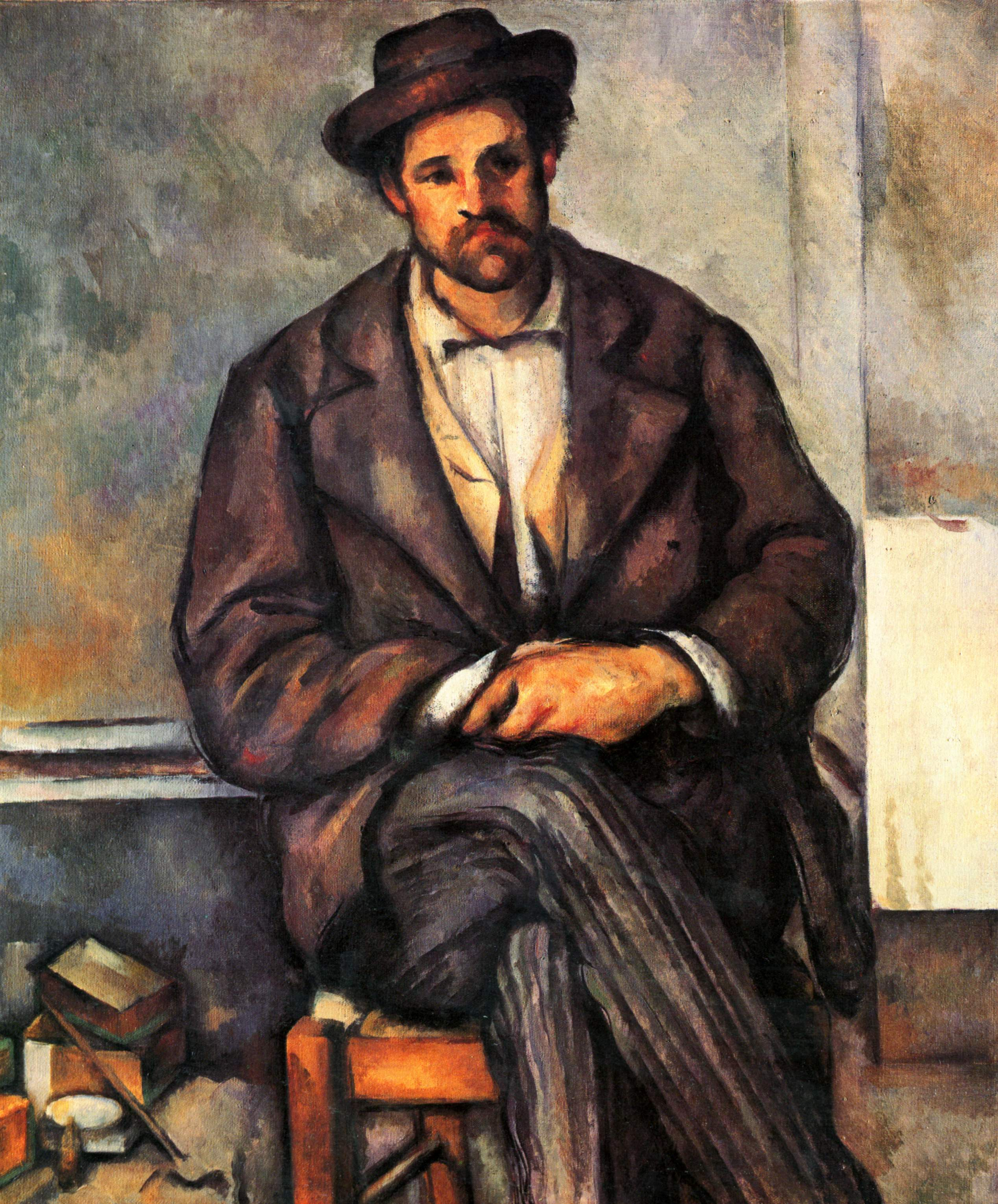
پرتره مردی در حالت نشسته از پل سزان

نشستن مستلزم استقرار باسن روی سطحی کم و بیش افقی مانند صندلی یا زمین است. روی صندلی، ساق پاها معمولاً عمودی اند، اما روی زمین می‌توان پاها را به حالت نیلوفری یا با بردن زیر ران به حالت چهارزانو قرار داد.

### ایستاده
اگرچه ایستادنِ بی‌حرکت ظاهراً ثابت به نظر می‌رسد، اما ابزارهای اندازه‌گیری مدرن نشان می‌دهد که این حالت در واقع شامل چرخش جزئی از ناحیه مچ پا در صفحه ساجیتال است. نوسانِ ایستادن بی‌حرکت اغلب به حرکت آونگ وارونه تشبیه می‌شود. سازوکارهای متعددی در بدن برای کنترل این حرکت پیشنهاد شده‌اند؛ از جمله عملکرد فنری عضلات، کنترل بالاتر از سوی سیستم عصبی، یا عضلات مرکزی.

### سایر
- چمباتمه

## برای مطالعهٔ بیشتر
- هیوز جی. دبلیو. «انسان‌شناسی وضعیت بدن» مجله علمی ساینتیفیک امریکن، ۱۹۶: ۱۲۲–۱۳2 (1957)
- حالت‌های غریزی خواب و استراحت: رویکردی انسان‌شناختی و جانورشناختی برای درمان کمردرد و درد مفاصل